# Стинг (рестлер)
Стив Бо́рден (англ. Steve Borden, род. 20 марта 1959, Омаха, Небраска) — бывший американский рестлер и бодибилдер, более известный как Стинг (англ. Sting).
Он считается одним из величайших рестлеров всех времен, карьера которого охватывает пять десятилетий. За свою карьеру он выиграл в общей сложности пятнадцать титулов чемпиона мира.
Стинг широко известен как публичное лицо двух крупнейших американских рестлинг-промоушенов: ныне несуществующего World Championship Wrestling (WCW) и Total Nonstop Action Wrestling (TNA, ныне Impact Wrestling). До WCW он также выступал в National Wrestling Alliance (NWA) и Universal Wrestling Federation (UWF).
14-летнее сотрудничество Стинга с WCW и её предшественницей Jim Crockett Promotions (JCP) началось в 1987 году. Он быстро поднялся до статуса звезды и был назван эквивалентом Халка Хогана в WCW. В общей сложности он стал обладателем 14 чемпионских титулов, включая шесть титулов чемпиона мира WCW в тяжёлом весе, два раза международного чемпиона мира WCW в тяжёлом весе и один раз чемпиона мира NWA в тяжёлом весе.
В марте 2002 года Борден провел переговоры с World Wrestling Federation (WWF, ныне WWE), но в итоге не присоединился к промоушену и вместо этого гастролировал по всему миру с World Wrestling All-Stars (WWA), после чего присоединился к тогда ещё только начинающей TNA в 2003 году. За последующие 11 лет он ещё один раз выиграл титул чемпиона мира в тяжелом весе NWA и четыре раза титул чемпиона мира в тяжелом весе TNA. В результате он стал единственным рестлером, который за свою карьеру завоевал титулы чемпиона мира NWA, WCW и TNA. В 2012 году он был введен в Зал славы TNA.
WWE называла Стинга величайшим рестлером, никогда не выступавшим в этом промоушене, однако Стинг присоединился к WWE в 2014 году, впервые появившись на Survivor Series и проведя свой дебютный матч на WrestleMania 31 в следующем году. Его последний матч в WWE состоялся на шоу Night of Champions в сентябре 2015 года. 2 апреля Стинг стал хедлайнером Зала славы WWE 2016 года, где он объявил об окончании карьеры. Он стал вторым после Рика Флэра исполнителем, который был включен в Зал славы WWE, будучи ещё действующим рестлером.
В конце 2020 года Стинг подписал контракт с All Elite Wrestling (AEW), где выступал в качестве наставника и командного партнёра Дарби Аллина. 3 марта 2024 года на шоу Revolution они защитили командное чемпионство мира AEW в последнем матче в карьере Стинга.
За свою карьеру Стинг стал обладателем 26 чемпионских титулов, 21 из них — в WCW и TNA. Читатели журнала Pro Wrestling Illustrated четыре раза называли его «Самым популярным рестлером года» — этот рекорд он делит с Джоном Синой. В 2016 году Стинг был введен в Зал славы журнала Wrestling Observer Newsletter. Slam! Sports написал, что он обладает «высочайшим престижем, до которого мало кому удастся дотянуться».

## Ранняя жизнь
Борден родился в Омахе, Небраска, и вырос в Южной Калифорнии. Он играл в американский футбол и баскетбол в средней школе, а позже начал карьеру в бодибилдинге, став совладельцем спортивного клуба Gold’s Gym. Борден не интересовался рестлингом и не имел телевизионного доступа к нему в своем районе, но решил сделать карьеру в этой индустрии после того, как попал на «невероятное» мероприятие World Wrestling Federation (WWF) в Лос-Анджелесе, где увидел выступления Халка Хогана, Железного шейха, «Британских бульдогов», Андре Гиганта и других рестлеров.

## Карьера в реслинге

### Continental Wrestling Association (1985—1986)
Борден, первоначально выступавший под именем Флэш, объединился с Джимом «Справедливость» Хеллвигом (который в будущем прославился как Последний воин в WWF) в качестве двух членов команды Power Team USA в независимом промоушне All-California Championship Wrestling. Power Team USA была командой из четырёх человек, в которую также входили Гарланд «Слава» Донахо и Марк «Коммандо» Миллер, а также менеджер Рик Бассман. Хеллвиг и Борден позже перешли в Continental Wrestling Association (CWA), рестлинг-компанию, базирующуюся в Мемфисе, Теннесси, и стали известны как «Борцы за свободу». Болельщики не спешили реагировать на громоздких великанов, поэтому команда стала хилами и перешла на сторону тренера Бадди Уэйна, а вскоре после этого и менеджера Датча Мантела. «Борцы за свободу» покинули CWA после не слишком продолжительного существования, главным событием которого стал эпизод, в котором они сломали ногу ветерану Филу Хикерсону.

### Universal Wrestling Federation (1986—1987)
Дуо перешло в Universal Wrestling Federation (UWF), организация, управляемая Биллом Уаттсом и основанная в Александрии, Луизиана, где они были известны как Бегущие по лезвию (англ. The Blade Runners).
Борден поменял свое имя на Стинг, в то время как Хеллвиг стал известен как Рок.

## Личная жизнь

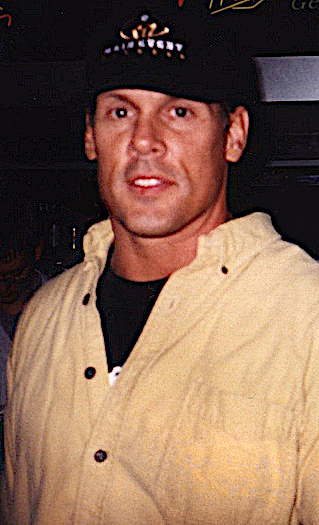
Борден после эфира Nitro в 1998

Борден был ранее женат на Сью Борден, они поженились в 1986 году. У них есть два сына, Гарретт Ли и Стивен-младший, и дочь по имени Грейси, которая родилась в 2000 году. Борден и Сью развелись в 2010 году после 24 лет брака. Борден женился на своей второй жене Сабине в 2015 году.
Борден был потребителем анаболических стероидов в 1980-х годах. Он стал возрожденным христианином в августе 1998 года после того, как признался своей тогдашней жене в измене, злоупотреблении алкоголем и наркотиками.
Стинг и музыкант Стинг впервые встретились в 1990-х в Атланте по инициативе музыканта, в комнате сына которого висел плакат с рестлером.

## Коронные приёмы
- Завершающие приёмые
  - Scorpion death drop / Смертельное падение скорпиона (DDT, выполняемое из захвата со спины)
  - Scorpion death lock / Смертельный захват скорпиона (Sharpshooter)

- Коронные приёмы
  - Crown and funeral
  - Stinger splash / Удар жалом (летящий сплэш в угол ринга)
  - Military body slam / Армейский боди слэм
  - Running Clothesline
  - Dropkick
  - Diving Body Splash
  - Diving Crossbody
  - Jumping DDT
  - Piledriver
  - Tombstone Piledriver
  - Vertical Suplex
  - Elbow Drop

## Титулы и достижения
- All Elite Wrestling
  - Командный чемпион мира AEW (1 раз) — с Дарби Аллином
- Jim Crockett Promotions/World Championship Wrestling
  - Телевизионный чемпион мира NWA (1 раз)[25]
  - Чемпион мира в тяжёлом весе NWA (1 раз)1[26]
  - Международный чемпион мира WCW в тяжёлом весе (2 раза)[27]
  - Чемпион Соединенных Штатов в тяжёлом весе WCW (2 раза)[28][29]
  - Чемпион мира в тяжёлом весе WCW (6 раза)[30]
  - Командный чемпион мира WCW (3 раза)[31] — с Лексом Люгером (1), Гигантом (1), и Кевином Нэшем (1)
  - Battlebowl Battle Royal (1991)[32]
  - European Cup (1994, 2000)[33][34]
  - Iron Man Tournament (1989)
  - Jim Crockett, Sr. Memorial Cup (1988) — с Лексом Люгером
  - King of Cable Tournament (1992)[35]
  - London Lethal Lottery Tag Team Tournament (2000) — со Скоттом Штайнером
  - Турнир за титул чемпиона Соединенных Штатов в тяжёлом весе WCW (1991, 1995)
  - Третий чемпион Тройной Короны WCW
- Pro Wrestling Illustrated
  - Возвращение года (2006, 2011, 2014)[36][37]
  - Матч года (1991) с Лексом Люгером против Братьев Штайнеров
  - Самый прогрессирующий рестлер года (1988)[38]
  - Самый вдохновляющий рестлер года (1990)[39]
  - Самый популярный рестлер года (1991, 1992, 1994, 1997)[40]
  - Рестлер года (1990)[41]
  - № 1 в топ 500 рестлеров в рейтинге PWI 500 в 1992[42]
  - № 15 в топ 500 рестлеров в рейтинге PWI Years в 2003
  - № 52 в топ 100 команд в рейтинге PWI Years в 2003 (с Лексом Люгером)
- Зал славы рестлинга
  - С 2018 года[43]
- Total Nonstop Action Wrestling
  - Чемпион мира в тяжёлом весе NWA (1 раз)2[26]
  - Чемпион мира в тяжёлом весе TNA (4 раза)[44]
  - Командный чемпион мира TNA (1 раз)[45] — с Куртом Энглом
  - Зал славы TNA (с 2012 года)[46]
- Universal Wrestling Federation
  - Командный чемпион мира UWF (3 раза)[47] — с Эдди Гилбертом (2) и Риком Штайнером (1)
- World Wrestling All-Stars
  - Чемпион мира в тяжёлом весе WWA (1 раз)[48]
- Wrestling Observer Newsletter
  - Матч года (1988) vs. Рика Флэра на Clash of the Champions I
  - Самый харизматичный (1988, 1992)
  - Самый прибавивший (1988)
  - Самый неприбавивший (1990)
  - Лучший фейс (1992)
  - Худший матч года (1995) vs. Тони Палмора на Battle 7
  - Худший матч года (2011) vs. Джеффа Харди на Victory Road[49]
  - Зал славый Wrestling Observer Newsletter (с 2016 года)[50]
- WWE
  - Зал славы WWE (с 2016 года)

## Фильмография
- 1993 — Гром в раю — Хаммерхэд
- 2000 — К бою готовы — Стинг
- 2000 — Со скоростью выстрела — детектив Райли Дэвис
- 2010 — Неожиданная встреча — Ник
- 2013 — Путь откровения: начало конца — Junkyard
- 2013 — Путь откровения 2: Море стекла и огня — Junkyard